# Norio Omura
Norio Omura (japonsko 小村 徳男), japonski nogometaš in trener, 6. september 1969.
Za japonsko reprezentanco je odigral 30 uradnih tekem in dosegel štiri gole.